# Raymond van Bergen

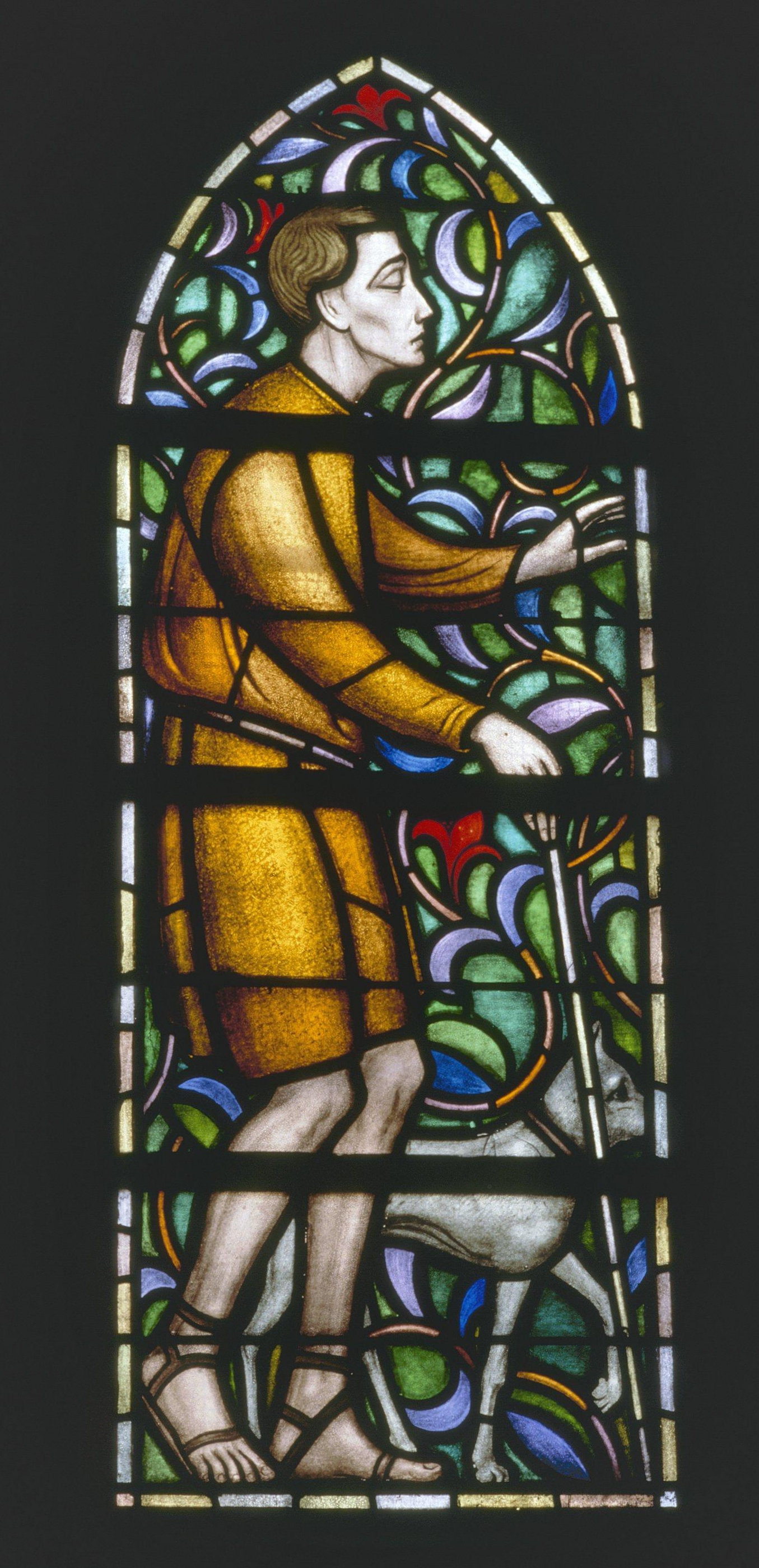
Raam voor de Onze-Lieve-Vrouw van Lourdeskerk (Eindhoven), 1922

Raymundus van Bergen (ook: Raymond van Bergen) is de kloosternaam van Alphonse Marie (Fons) van Bergen ('s-Hertogenbosch, 30 juli 1883 - Zwolle, 23 november 1978), een Dominicaner monnik en glazenier.

## Biografie
Van Bergen trad in 1910 in in de Dominicaner orde en kreeg toestemming om een opleiding aan de Kunstakademie te Düsseldorf te volgen. In 1914 studeerde hij daar af en, toen de Eerste Wereldoorlog uitbrak, keerde hij naar Nederland terug en verbleef korte tijd in het Dominicanenklooster Venlo en vanaf 1919 in het Dominicanenklooster Zwolle.
Vanaf 1918 ontwierp hij glas-in-loodramen. Een belangrijke inspiratiebron voor hem vormde Jan Toorop. Dit hield in dat de voorstellingen gestileerd en overdreven vlak weergegeven werden. Aldus ontwierp hij de ramen voor de Sint-Vincentiuskerk te Deursen (1921-1925) en de Thomas van Aquinokerk te Zwolle (1926-1929).
Later bracht hij echter de illusie van ruimtelijkheid aan in zijn werk. Dit bleek al bij zijn ramen voor het Fraterhuis te 's-Hertogenbosch (1929) en voor de Onze Lieve Vrouw Rozenkranskerk te Rotterdam (1939).
Na de Tweede Wereldoorlog werd zijn werk realistischer. Dit wordt wel toegeschreven aan de invloed van Joep Nicolas. Tot zijn naoorlogse werk wordt gerekend: 22 ramen voor de Sint-Lambertusbasiliek in Hengelo (1945-1949), vier ramen voor de Petrus en Pauluskerk te Goor (na 1945), een raam voor het Gebouw van Sociale Zaken te Zwolle (1952) en een gedenkraam voor het raadhuis te Heino (1955).
Eénmaal kreeg Van Bergen een buitenlandse opdracht, voor de ramen van een Dominicanessenkapel te Londen.
Zijn ontwerpen werden uitgevoerd door diverse ateliers, en soms ook door hemzelf aangezien hij in het klooster een eigen atelier had. Na 1955 kwamen er geen opdrachten meer, maar hij bleef tekenen en schilderen tot zijn dood.